# Gaszerbrum I
Gaszerbrum I, Hidden Peak lub K5 – ośmiotysięcznik, jest najwyższym z grupy siedmiu Gaszerbrumów, gór leżących w paśmie Karakorum. Według różnych źródeł jego wysokość wynosi 8068 lub 8080 m n.p.m.. Jest drugim (po K2) co do wysokości szczytem Karakorum. W pierwszej klasyfikacji Karakorum określany był jako K5. Z wierzchołka odchodzi kilka grani, z których do najważniejszych wspinaczkowo należą grań północna, biegnąca ku Przełęczy Gaszerbrum i dalej skręcająca na zachód w kierunku Gaszerbruma II, oraz grań południowo-wschodnia, ku Urdok Peak (7300 m n.p.m.). Przez szczyt przebiega główna grań Karakorum, dzieląc masyw na dwie flanki: północno-wschodnią i południowo-zachodnią. Strona północno-wschodnia jest słabo poznana ze względu na trudny dostęp. Wysokość względna góry wynosi około 3 kilometrów.
Szczyt po raz pierwszy został zmierzony przez Martina Conwaya w 1892. Conway podchodził od strony lodowca Baltoro w drodze na zachodnią grań Golden Throne (Baltoro Kangri) i górę zasłaniały mu granie Gaszerbrumów V i VI, nadał mu więc nazwę ang. Hidden Peak (Ukryty Szczyt). Nazwa ta używana jest na Zachodzie i czasem spotyka się ją również w literaturze. Zgodnie jednak z przyjętą zasadą używa się określenia lokalnego, które pochodzi od słów rgasha brum, co w języku balti oznacza „Piękną Górę” lub „Świecącą Ścianę”. Nazwa ta wzięła się od trzykilometrowej ściany Gaszerbruma IV, jednego ze szczytów tworzących grupę Gaszerbrumów.
Zanim jednak Conway nadał mu nazwę, jej „właściwa” wersja, Gusher-Brum, pojawiła się w sierpniu 1888 w „Alpine Journal”. Powołując się na autorytet kapitana Godwin Austena, gazeta przetłumaczyła ją jako ang. Sunset Peak (Wierzchołek Zachodzącego Słońca).

## Historia podboju
W 1934 dokonano pierwszego rekonesansu pod dowództwem Güntera O. Dyhrenfurtha, który poprowadził międzynarodową wyprawę. Alpiniści weszli wówczas na okoliczne siedmiotysięczniki, ale wierzchołka Gaszerbruma I nie osiągnęli. Kolejna była wyprawa francuska, która odbyła się w 1936, a jej celem był podbój Karakorum. Była to pierwsza wyprawa francuska w góry wysokie i himalaiści przygotowali się do niej solidnie (transportowano 14 ton bagażu, 800 tragarzy). Ta wyprawa również musiała się poddać z powodu monsunu, który nadszedł trzy tygodnie wcześniej niż się spodziewano.
Przez kolejne dwadzieścia lat szczyt nie budził emocji – wszak do zdobycia były inne, bardziej spektakularne wierzchołki w Himalajach i Karakorum. Po raz pierwszy na szczyt weszli Amerykanie, którzy dzięki refleksowi i determinacji zarezerwowali sobie możliwość atakowania Gaszerbruma I. W 1957 zdobyty został Broad Peak i do kompletu pozostały już tylko Sziszapangma (niedostępna z powodów politycznych, bo leżąca w Chinach), Dhaulagiri – na którego już ustawiły się kolejki, i właśnie Gaszerbrum I. Kierownikiem wyprawy został Nicolas Clinch, który dzięki swym organizacyjnym zdolnościom zdołał zebrać pieniądze potrzebne na zorganizowanie ekspedycji. 5 lipca 1958 pierwsi ludzie postawili stopy na drugim pod względem wysokości szczycie Karakorum. Byli to Andrew Kauffman i Pete Schoening. I znów nastała cisza, aż w końcu w 1975 roku w pięknym stylu wierzchołek osiągnęli Reinhold Messner i Peter Habeler, członkowie dwuosobowej wyprawy. Warto dodać, że podczas wspinaczki korzystali z obozu I polskiej wyprawy, która wówczas działała na Gaszerbrumach II i III.
Pierwszymi Polakami, którzy stanęli na szczycie byli Wojciech Kurtyka i Jerzy Kukuczka. Dokonali tego w alpejskim stylu, południowo-zachodnią ścianą.
Szczyt po raz pierwszy zimą został zdobyty 9 marca 2012 r. ok. godz. 8:30 (czasu miejscowego) przez polski zespół w składzie Adam Bielecki i Janusz Gołąb. Wejścia dokonano bez użycia tlenu. W skład wyprawy wchodzili pozostali w obozie pod szczytem Artur Hajzer (kierownik ekspedycji) i Agnieszka Bielecka. Pierwszy obóz u podnóża góry założony został 21 stycznia.
9 marca 2012 r. o godzinie 14:00 Tamara Styś i Alex Txikon dokonali pierwszego zimowego wejścia na boczny wierzchołek góry – Gasherbrum I South (7109 m).
Gasherbrum I to 11. ośmiotysięcznik zdobyty zimą, drugi ze znajdujących się w Karakorum.

### Zdobywcy
- 5 lipca 1958 – Andrew Kauffman i Pete Schoening (USA)
- 1975 – Reinhold Messner i Peter Habeler
- 27 lipca 1982 – wyprawa francuska

Polskie wejścia:
- 23 lipca 1983 – Jerzy Kukuczka, Wojciech Kurtyka
- 16 lipca 1990 – Wanda Rutkiewicz, Ewa Panejko-Pankiewicz
- 15 lipca 1995 – Krzysztof Wielicki, Jacek Berbeka
- 15 lipca 1997 – Ryszard Pawłowski, Piotr Pustelnik, Jacek Masełko, Józef Goździk
- 30 lipca 2007 – Paweł Michalski
- 25 czerwca 2008 – Piotr Morawski
- 9 marca 2012 – Adam Bielecki, Janusz Gołąb – pierwsze wejście zimowe
- 28 lipca 2024 - Dorota Rasińska-Samoćko - w trudnych warunkach, samodzielnym otwieraniu drogi z 7200m, 7 dni po wejściu na Gasherbrum II  [8][9]

Kilka razy zjeżdżano z Gaszerbruma I na nartach, po raz pierwszy dokonali tego uczestnicy francusko-szwajcarskiej wyprawy, którzy 27 lipca 1982 roku osiągnęli wierzchołek, po czym przypięli deski i zjechali na nartach do podstawy ściany. Trzynaście lat później tego samego dokonał Marco Car, ale tym razem na snowboardzie.